# NGC 1322
NGC 1322 (również PGC 12761) – galaktyka eliptyczna (E-S0), znajdująca się w gwiazdozbiorze Erydanu. Odkrył ją John Herschel 5 października 1836 roku.